# Vilém Václav Prášil
Vilém Václav Prášil (též německy jako Wilhelm Wenzel Prašil, 8. července 1808, Domažlice - 19. ledna 1870, Gleichenberg, Štýrsko) byl česko-německý přírodovědec a lékař. Získal titul císařského rady.

## Život
Narodil se jako syn zámožného továrníka a získal dobré vzdělání, mj. na klatovském gymnáziu, poté studoval filosofii na pražské univerzitě a svá studia zakončil v roce 1840 ve Vídni získáním doktorského titulu.
Působil jako praktický lékař a chirurg, od roku 1843 v lázeňském městečku Gleichenberg, kde usiloval o zvelebení lázeňských služeb. To se mu podařilo, městečko patřilo mezi nejvyhledávanější lázně v císařství.
Kromě toho zřizoval sbírky minerálů, fosílií, rostlin apod., ale také starožitností, či mincí.
Za zásluhy mu byl v roce 1867 udělen titul císařského rady.
Dr. Vilém Václav Prášil zemřel 19. ledna 1870 v Gleichenbergu.